# Каннський кінофестиваль
Каннський кінофестиваль (фр. Le Festival International du Film de Cannes або просто Festival de Cannes) — міжнародний кінофестиваль, який проводиться щороку в курортному місті Канни (Франція, Лазурний берег).
Входить до так званої «Великої п'ятірки» (Big Five) найпрестижніших кінофестивалів (разом з кінофестивалями у Венеції (Італія), Берліні (Німеччина), Санденсі (США) та Торонто (Канада).
На Каннський кінофестиваль щорічно приїздить понад 35 000 професіоналів кінематографу з усього світу, серед яких понад 1 000  — сценаристи та режисери, 4 000 — дистриб'ютори, 5 000 — продюсери і 4 000 — журналісти.

## Історія
Ідея створення такого фестивалю була викликана втручанням у 1938 році тоталітарних урядів Німеччини та Італії у вибір призерів Венеційського кінофестивалю. За пропозицією французького історика Філіпа Ерланже (який згодом став офіційним делегатом фестивалю та членом журі) тодішній міністр освіти Франції Жан Зей вирішив запровадити кінофестиваль у Канні.
1939 року Луї Люм'єр погодився стати президентом першого кінофестивалю у Каннах і відкриття запланували на 1 вересня 1939 року. Але внаслідок початку Другої світової війни, воно було відкладене на 7 років і фестиваль стартував 20 вересня 1946 року. Тривав з 20 вересня по 5 жовтня 1946 року у одному зі старих казино Канну.
У 1948 та 1950 роках фестиваль не проводився внаслідок фінансових проблем. 1949 року місцем проведення фестивалю став Палац Фестивалів (фр. Palais des Festivals) у Каннах. Новий палац збудували замість старого 1983 року.
2020 року через пандемію коронавірусу дати проведення кінофестивалю перенесли на осінь того ж року.

## Умови
Проводиться щороку у травні. На конкурс можуть представлятися повнометражні та короткометражні художні фільми, які були зняті протягом 12 місяців до початку кінофестивалю, що не демонструвались за межами країни та не брали участі в інших конкурсних кінофестивалях. Приймаються 35 мм фільмокопії. Тривалість короткометражних фільмів не повинна перевищувати 15 хвилин.

## Нагороди
Найпрестижніша нагорода фестивалю — «Золота пальмова гілка» (Palme d'Or). Другий за рангом приз — Гран-прі (Grand Prix).
Для повнометражних фільмів
- Золота пальмова гілка (фр. Palme d'Or)
- Гран-прі (фр. Grand Prix du Festival International du Film) — з 1946 по 1954 роки
- Найкращий режисер (фр. Prix de la mise en scène)
- Приз журі (фр. Prix du Jury)
- Золота камера (фр. La Caméra d'Or) — приз за найкращий дебют
- Найкращий сценарій (фр. Prix du meilleur scénario)
- Найкраща жіноча роль (фр. Prix d'interprétation féminine)
- Найкраща чоловіча роль (фр. Prix d'interprétation masculine)
- Приз «Особливий погляд» (фр. Prix un certain regard)
- Міжнародної Федерації кінопреси (фр. Prix de la FIPRESCI)

Для короткометражних фільмів
- Золота пальмова гілка (фр. Palme d'or du court-métrage)
- Приз журі (фр. Prix du jury du court-métrage)

## Володарі нагород
Володарями «Золотої Пальмової гілки» двічі ставали:
- Альф Шеберг (1946, 1951)
- Френсіс Форд Коппола (1974, 1979)
- Сьохей Імамура (1983, 1997)
- Емір Кустуріца (1985, 1992)
- Білле Аугуст (1988, 1992)
- Люк та Жан-П'єр Дарденн (1999, 2005)
- Кен Лоуч (2006, 2016)
- Міхаель Ганеке (2009, 2012)

Починаючи з кінця 1980-х в Канні найчастіше перемагають режисери, що створюють нову ориґінальну кіномову — Девід Лінч, брати Коени, Квентін Тарантіно, Чень Кайге, Джейн Кемпіон, Стівен Содерберг.